# Protocol de protecció de les víctimes de tràfic d'éssers humans a Catalunya
El Protocol de Protecció de les Víctimes de Tràfic d'Éssers Humans a Catalunya és un document que té per objecte establir les pautes d'actuació per la detecció, identificació, assistència i protecció de les víctimes de tràfic d'éssers humans, afavorir la coordinació de les institucions implicades en aquests processos i definir els mecanismes de relació entre les diferents administracions amb responsabilitats en la matèria, així com en els processos de comunicació i cooperació amb organitzacions i entitats amb experiència acreditada en l'assistència a les víctimes de tràfic, particularment, aquelles que proporcionen una assistència de caràcter integral i participen en els programes de les administracions públiques per a l'assistència i protecció de les mateixes en l'àmbit territorial de Catalunya.
El protocol estableix una atenció especial en la fase preventiva, que portaran a terme les diferents institucions a través de mesures de conscienciació i informació, i també en la fase de recuperació i reparació a les víctimes, en què es donarà una atenció especial a les estrangeres i als menors. L'acord també preveu que les administracions i entitats signants donin ajuda psicològica, sanitària, sociolaboral i de suport jurídic a les víctimes, per contribuir a la seva reinserció social.
El Protocol es va signar el 17 d'octubre de 2013 i va entrar en vigor l'endemà de la signatura amb una durada indefinida. Compromet a tots els signataris al compromís per col·laborar en l'aplicació del Protocol i vetllar per la protecció de les víctimes de tràfic d'éssers humans. Les entitats que signaren el document foren la Generalitat de Catalunya, l'Ajuntament de Barcelona, la Fiscalia General de l'Estat, el Consell General del Poder Judicial, l'Associació Catalana de Municipis i Comarques, la Federació de Municipis de Catalunya, el Consell dels Il·lustres Col·legis d'Advocats de Catalunya i el Col·legi Oficial de Psicòlegs de Catalunya.
El Protocol es divideix en tres parts: un Manifest inicial que consta de 4 punts on s'exposa de manera extensa el marc general del Tràfic d'Éssers Humans i es contextualitza en l'àmbit territorial de Catalunya; uns Acords on en 14 punts es defineix plenament i es dota de contingut el Protocol; i 5 annexos on s'incouen diversos documents relacionats tant amb drets específics de les Víctimes de Tràfic d'Éssers Humans com els recursos disponibles per les víctimes en el marc del Tràfic d'Éssers Humans a Catalunya.